# Automatická regulace rychlosti
Automatická regulace rychlosti (ARR) je označení pro funkci řízení hnacích vozidel, která bez dalších zásahů sama udržuje strojvedoucím předvolenou rychlost. Regulace rychlosti ovládá tažnou sílu vozidla a dynamickou brzdu (elektrodynamická brzda, hydrodynamická brzda), eventuálně i pneumatickou brzdu soupravy. Všechny moderní lokomotivy a jednotky jsou jí již standardně vybaveny. Požadovanou rychlost strojvedoucí navolí buď ovládací pákou (způsob obvyklý v zahraničí) nebo zadá pomocí klávesnice (řešení typické pro hnací vozidla v Československu a obou nástupnických státech).
V silniční dopravě se toto zařízení nazývá tempomat.